# Jean-Louis Richter
Pour les articles homonymes, voir Richter.
Jean-Louis Richter, né le 24 octobre 1769 à Genève (République de Genève), mort le 23 décembre 1840 à Paris, est un maréchal de camp d’origine genevoise du Premier Empire.

## États de service
Il entre en service le 13 août 1792, comme capitaine de dragon dans la légion des Allobroges, il sert cette année là dans l’armée des Alpes, puis au siège de Toulon.
Le 5 février 1794 il passe au 15e régiment de dragons, et il fait partie de l’an II à l’an IV de l’armée des Pyrénées orientales. Début 1796 il est affecté à l’armée d’Italie, il se trouve au passage du pont de Lodi le 10 mai 1796, et le 25 mai suivant il est blessé d’un coup de feu à la tête, en chargeant les rebelles dans les rues de Pavie. Il se distingue aux affaires de Lonato les 2 et 3 août, de Castiglione le 5 août, et de Rovereto le 4 septembre 1796. Il se fait encore remarquer sous les murs de Mantoue, aux batailles d’Arcole du 15 au 17 novembre et du Tagliamento le 16 mars 1797. En 1798 il participe à la Campagne d'Égypte, et il est promu chef d’escadron le 11 septembre 1798.
De retour en France après la capitulation d’Alexandrie du 2 septembre 1801, il est envoyé en garnison à Thionville et Sélestat. Il devient major au 22e régiment de dragons le 29 octobre 1803, et il est fait chevalier de la Légion d’honneur le 25 mars 1804. Pendant les ans XII et XIII il sert à l’armée des côtes de l’Océan, et en l’an XIV à la Grande Armée. Il se couvre de gloire le 2 décembre 1805 à la bataille d’Austerlitz, à la tête du 1er régiment provisoire de dragons, dont il venait de prendre le commandement.
Il est nommé colonel le 31 décembre 1806 au 3e régiment de cuirassiers, et le 8 février 1807 il combat à Eylau. Il est fait officier de la Légion d’honneur le 11 février 1807, et le 14 juin il se trouve à Friedland. Il est créé baron de l’Empire le 19 mars 1808, et le 22 mai 1809 il est blessé à la bataille d'Essling. Les 5 et 6 juillet suivant il est à la bataille de Wagram, et il est promu général de brigade le 6 août 1811. Rattaché à la division du général Nansouty, il fait la campagne de Russie, et il s’illustre à la bataille de la Moskova le 7 septembre 1812.
De retour en France le 26 janvier 1813, il rejoint le 1er mars suivant, la 2e division du 1er corps de cavalerie de la Grande Armée, et le 9 juin 1813 il prend le commandement du département de la Moselle. Lors de la première Restauration, le roi Louis XVIII le fait chevalier de Saint-Louis le 27 septembre 1814, et il est naturalisé français le 7 mars 1815.
À son retour de l’île d’Elbe, l’Empereur lui confie le commandement supérieur de la place de Longwy, et le rappelle au commandement du département de la Moselle le 12 juin 1815.
Lors de la seconde Restauration, le roi le maintient dans son poste par décision du 11 octobre 1815. Le 27 mars 1817 il devient lieutenant de roi de 1re classe à Metz, et il est élevé au grade de commandeur de la Légion d’honneur le 29 mai 1825. Il est admis à la retraite le 28 février 1827, et il est nommé lieutenant-général honoraire le 31 octobre 1827. Il est compris dans le cadre de réserve de l’état-major général le 22 mai 1831, et il est réadmis à la retraite le 1er mai 1832.
Il meurt le 23 décembre 1840, à Paris et est enterré au cimetière du Père-Lachaise (54e division).

## Dotation
- Le 27 mars 1808, donataire d’une rente de 4 000 francs sur le Trasimène.

## Armoiries
| Figure | Nom du baron et blasonnement |
| ------ | --- |
|        | Armes du baron Jean-Louis Richter et de l'Empire, décret du 19 mars 1808, lettres patentes du 25 mars 1809, commandeur de la Légion d'honneur D'argent à quatre cantons égaux, le premier d'azur à trois étoiles à huit pointes d'or deux et une, le deuxième des barons tirés de l'armée ; le troisième de gueules à la pyramide d'argent soutenue de sinople ; le quatrième d'azur au dextrochère d'or armé d'un cimeterre d'argent et mouvant du flanc sénestre d'une nuée aussi d'argent - Livrées : les couleurs de l'écu et verd en bordures seulement. |

### Sources
- (en) « Generals Who Served in the French Army during the Period 1789 - 1814: Eberle to Exelmans »
- Jacques Barrelet, « Richter, Jean-Louis » dans le Dictionnaire historique de la Suisse en ligne, version du 22 novembre 2011..
- A. Lievyns, Jean Maurice Verdot, Pierre Bégat, Fastes de la Légion-d'honneur, biographie de tous les décorés accompagnée de l'histoire législative et réglementaire de l'ordre, Bureau de l’administration, janvier 1844, 529 p. (lire en ligne), p. 412.
- Vicomte Révérend, Armorial du premier empire, tome 4, Honoré Champion, libraire, Paris, 1897, p. 140.
- Georges Six, Dictionnaire biographique des généraux & amiraux français de la Révolution et de l'Empire (1792-1814), Paris : Librairie G. Saffroy, 1934, 2 vol., p. 370
- Richter, Jean-Louis, dans le Dictionnaire historique de la Suisse.